# Acanthascus heteractinus
Acanthascus heteractinus är en svampdjursart som beskrevs av Isao Ijima 1897. Acanthascus heteractinus ingår i släktet Acanthascus och familjen Rossellidae. Inga underarter finns listade i Catalogue of Life.